# Virovo
Virovo es un pueblo ubicado en la municipalidad de Arilje, en el distrito de Zlatibor, Serbia.

## Superficie
Posee una superficie de 10,15 kilómetros cuadrados.

## Demografía
Hasta 2011 la población era de 550 habitantes, con una densidad de población de 54,17 habitantes por kilómetro cuadrado.